# Tia Lessin
Tia Lessin é uma cineasta norte-americana. Como reconhecimento, foi nomeada ao Oscar 2009 na categoria de Melhor Documentário em Longa-metragem por Trouble the Water.